# Mestfa Ben Brahim
Pour les articles homonymes, voir Brahim (homonymie).
 (août 2016).
 (mai 2016).
Mostefa Ben Brahim (1800-1867) est un musicien et poète algérien du XIXe siècle originaire de la tribu arabe des Beni Amer et calife de celle-ci.

## Biographie
De son vrai nom Abdellah Ben Brahim Mostefa, appelé encore Safa, il est né en 1800 à Douar Boujebha qui dépend d'El Gaada (le Plateau, anciennement Saint-Lucien, commune de Zahana dans la banlieue sud-est d'Oran), fils de Ben Nacer et Zohra, une famille originaire de la mehadja d'El Gaada. De son épouse et cousine Yamina, née à El Gaada, il eut deux enfants, Ahmed et Kheira.  
En 1822, Safa étudie le Fiqh avec l'Émir Abd el-Kader auprès du maître Si Ahmed Ben Tahar El Bethioui (de Bethioua, à 50 km d'Oran). Très instruit, Safa exerça comme Cadi (juge) chez les Mhadja, d'abord à El Gaada, Chorafa et Djeniene Mesquine (anciennement El Ksar). L’administration française le promut au poste de Caïd (administrateur) des Ouled Slimane (Beni Amer) du village de Sfisef à 35 km d'El Gaada, mission qu'il accomplit avec rigueur et extrême sévérité ce qui n'était pas pour déplaire aux responsables du Bureau Arabe, dont Charles Nicolas Lacretelle à Sidi Bel Abbès.
Pendant l'exercice de ses fonctions de Caïd chez les Ouled Slimane, il construisit sa maison à Sfisef. Il aurait aimé y rester, mais Lacretelle le transféra au même poste et à celui de collecteur d'impôts chez les Ouled Balegh (Arabes hilaliens réfractaires à l'impôt colonial).
Certains attribuent cette nomination à son désir d'avancement ; d'autres, au résultat du coup fomenté contre lui par l'Agha Ahmed Ould Ezzine qui voulait se débarrasser de lui par jalousie, craignant la colère de son supérieur Lacretelle.  Safa accepta mal cette décision et refusa d'exécuter les ordres, et d'être Caïd au profit du colonialisme. Il fut relevé de ses fonctions et s'installa à Tlemcen. Il y épousa une nommée Tamou, de la tribu locale des Beni Snouce. 
Puis Safa fut exilé au Maroc dans la ville de Fès ; en 1845, il fut présenté au Sultan, qui lui assura une rente avec liberté totale de circuler à travers son Empire. Safa était resté en contact continu avec ses amis et sa famille, qui insistaient pour qu'il retourne chez lui. Il prit sa décision, après six ans d'exil (durant lesquels sa femme Yamina Mhadjia était décédée), et revit le Sultan qui l'autorisa à rentrer en Algérie.
Safa rejoignit sa famille à El Gaada où il fut contacté pour rejoindre les Mhadja du village de M'Cid (commune de Sfisef, wilaya de Sidi Bel Abbès). Il s'y installa définitivement et passa le reste de sa vie dans le calme jusqu'à sa mort en 1867. Safa est enterré dans le cimetière de M'Cid.

## Œuvre
Mostefa Ben Brahim fut la gloire de la poésie populaire algérienne dite melhoun. Son œuvre aura particulièrement eu une influence considérable sur la chanson oranaise qui perdure jusqu'à aujourd’hui. Ses textes auront donné du nerf à la poésie. Safa, comme on le nommait, poète et imam, s’imprégna des plus grands poètes du melhoun du terroir Oranais Dans son exil, il a été influencé par les maîtres et précurseurs du Melhoun maghrébin, tels que Mohammed Benmsayeb décédé en 1768 à Tlemcen et Cheikh Ben Guenoun de Mascara.

## Citations
« Le lendemain elle se leva étourdie après un sommeil agité prise d'une fiévreuse passion, et l'amour est folie »